# Selånger SK Bandy
Selånger SK Bandy (SSK), ursprungligen en del av Selånger Sportklubb bildat 1921, är en bandyklubb i Selånger i Sundsvalls kommun i Sverige. Klubben gjorde debut i dåvarande division I säsongen 1969/1970, och var då första lag i Medelpad att spela i Sveriges högstadivision i bandy. Herrlaget har spelat totalt 26 säsonger i högsta serien (1969-1995), damlaget åtta. Klubbens största framgång är SM-silver för både herrarna och damerna 1981. I dag har klubben ett herrlag i division 1 och flera ungdomslag.

## Historia
Klubben Selånger SK bildades 1921, och hade i början flera grenar med på programmet. Först ut var orientering, där första DM-guldet togs 1925. Andra sektioner som bildades var friidrott, cykelsport, gång, konståkning, bordtennis, handboll, fotboll och skidsport. 
Bandysektionen startades 1924. Bandylaget debuterade i Division II säsongen 1959/1960 och i Division I säsongen 1969/1970. Säsongen 1969/1970 bildades också klubbens damlag.
Selånger SK var, näst efter IF Boltic, mest framgångsrika svenska bandylag i Sverige under 1980-talet. Höjdpunktssäsongen var 1980/1981, då Selånger SK tog SM-silver i bandy både på herrsidan och damsidan. Herrlaget förlorade mot IF Boltic, och damerna mot IK Göta i sina respektive finalmatcher. Herrlaget spelade i åtskilliga semifinaler där IF Boltic vid ett flertal tillfällen blev för svåra. I herrbandyns maratontabell för högsta serien (Elitserien, och tidigare Allsvenskan och Division 1) ligger Selånger (efter säsongen 2019-20) på 19:e plats med totalt 534 inspelade poäng, och i dambandyn ligger Selånger på 16:e plats med totalt 74 poäng. Damlaget la ned sin verksamhet 1985.
Klubbens bästa spelare under 1970-talet var Owe Hemström. Under 1980-talet styrde Ingemar Aava det mesta med bland annat 268 allsvenska mål plus ett femtiotal mål i slutspel och SM-final. Han delade förstaplatsen i skytteligan med Pär Hedqvist 1985 med 39 mål.
Under 1990-talet härjade "Putte" Johansson under några framgångsrika säsonger. Övriga kända spelare är Leif "Lenne" Lundberg och Östen Sundin. Bland ledarna märks bland andra Mats Westling och Christer Ericsson. 
Klubben drog sig på grund av spelarbrist ur Allsvenskan norra 2009/2010, tre dagar före seriestart, och började om i Division 2 . A-laget spelar idag i division 1 norra.

## Namn och organisation
Klubben hette Selånger SK 1921-1991. 1991 delades föreningen upp och bandyklubben fick namnet Selånger Sundsvall Bandyklubb. År 2000 gick föreningen i konkurs och verksamheten startades om inom nyligen bildade Selånger Bandy Ungdomsklubb, som då bytte namn till Selånger SK Bandy. Till säsongen 2006/2007 bytte klubben namn igen, till Selånger SK Sundsvall Bandy (SSK Sundsvall) men på ett extrainsatt årsmöte den 16 juni 2008 beslutade man att ändra tillbaka till Selånger SK Bandy.
Klubben är idag en del av Selånger SK Idrottsallians (bildad 1991), där också Selånger SK Fotboll och Selånger SOK ingår. Tillsammans arrangerar de bland annat Selånger marknad.

## Klubbmärke och klubbfärger
Klubbfärgerna är röd och blå med mörkblå matchtröjor. Klubbmärket består av en sköld med Västernorrlands länsvapen och en gul banderoll med texten SSK i blått ovanför.

## Hemmaarena
Selånger SK hade från början Bergsåkers IP (numera Selånger IP) som sin hemmaplan, men inför debuten i högsta serien säsongen 1969/1970 flyttade de till Sundsvalls IP. Inför säsongen 1973/1974 bytte klubben åter spelplats då fotbollen krävde, och fick, mer utrymme på Idrottsparken. Ny hemmaarena blev då Gärde (numera Gärdehov, med konstfrusen utomhusbana), nordost om Sundsvall, som än idag är klubbens spelplats.
Klubbens publikrekord är 3 544 åskådare, vilket sattes 1970 i den sista matchen under debutsäsongen i högsta serien, i en match mot Bollnäs GoIF på Sundsvalls IP.